# Fran Saleški Finžgar
Fran Saleški Finžgar (* 9 de febrero de 1871 en Doslovče, Gorenjska - † 2 de junio de 1962 en Liubliana) fue un sacerdote católico y escritor esloveno.

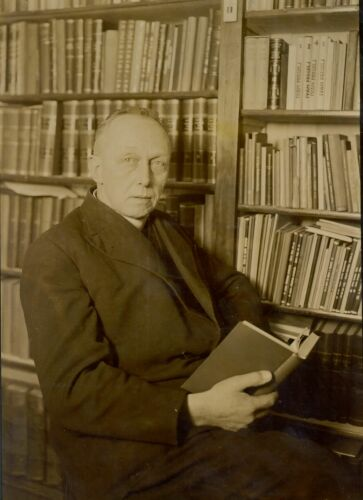
Fran Saleški Finžgar, 1931

## Vida
Finžgar asistió a la escuela de Radovljica y a un instituto de enseñanza secundaria de Liubliana, donde despertó su interés por la literatura y aparecieron sus primeros trabajos. También en Liubliana, Finžgar estudió Teología, convirtiéndose en sacerdote en 1894. Durante su vida ejerció como tal en Jesenice, Idrija, Zelimlje, Sora y Trnovo. Finžgar trabajó en diferentes revistas, como Mohorjeva Družba y Mladika. En 1918 visitó el lecho de muerte de Ivan Cankar.
El catolicismo de Finžgar estuvo estrechamente vinculado con el nacionalismo esloveno, hecho que puede constatarse en su obra por un lado y en su actividad política por el otro. Sus ideas estaban más cerca del cristianismo social de Janez E. Krek que del clericalismo de Ivan Šušteršič. Incluso durante su ancianidad estuvo muy presente en la vida pública, tomando una posición abiertamente antialemana. El 9 de marzo la casa de Finžgar en Liubliana fue casi totalmente destruida tras ser bombardeada por la aviación nazi; el escritor fue encontrado milagrosamente vivo de entre los escombros. Tras la contienda, abandonó su quehacer literario, aunque siguió políticamente activo.

## Museo Finžgar

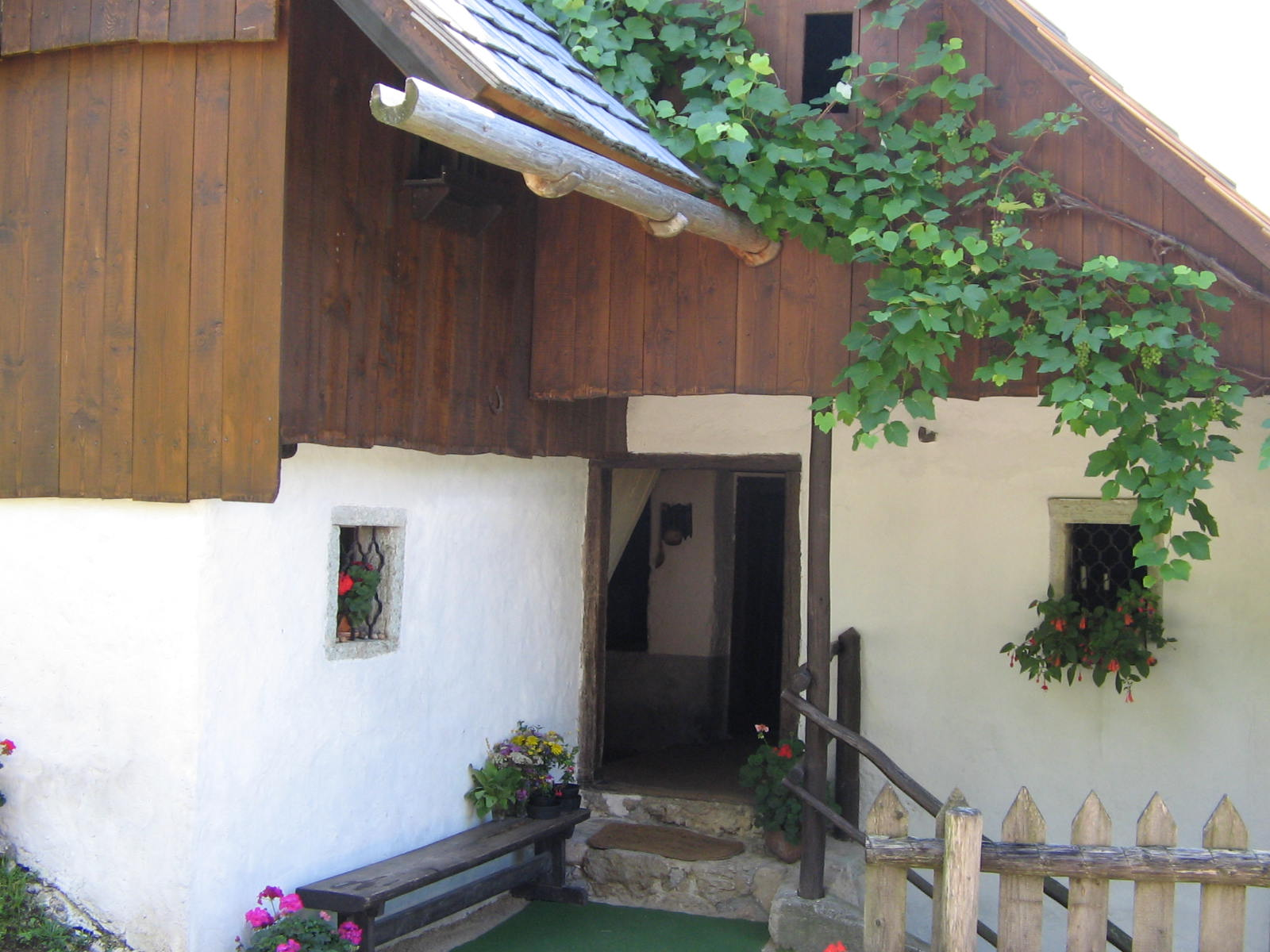
Casa natal en Doslovče.

En Doslovče se encuentra el Museo Finžgar. En 1996, Correos de Eslovenia publicó una serie de sellos conmemorativos en honor de Fran S. Finžgar. Además, existe una calle en Liubliana que lleva su nombre.

## Obra
Finžgar compuso poemas, piezas populares, novelas y relatos que describen las transformaciones sociales y los problemas de la población rural desde una perspectiva católica. Su obra más famosa es Pod svobodnim soncem (español: "Bajo el sol libre o de la libertad"), una novela histórica escrita en 1906/07 que describe las luchas de las tribus eslavas de los Balcanes contra el Imperio bizantino. Se ha visto en esta novela la influencia del escritor polaco Sienkiewicz, autor de Quo vadis?. Pod svobodnim soncem, por su parte, gozó de un gran éxito y fue traducida a varias lenguas. 
- Gozdarjev sin, Novela 1893
- Zaroka o polnoči, Relato 1894
- Deteljica, Relato 1899
- Kvišku, 1899
- Kaj bi bilo vzrok moderni novi struji pa P. L. Coloma in njegov realizem, Ensayo 1899
- Stara in nova hiša, Novela 1900
- Dovolj pokore, Novela 1901
- Divji lovec. Narodni igrokaz s petjem v štirih dejanjih, 1902
- Iz modernega sveta, Novela 1904
- Dr. France Prešeren, Ensayo 1904
- Pod svobodnim soncem. Povest davnih dedov, Roman 1906/07
- Študent naj bo..., 1909
- Naša kri. Igrokaz v štirih dejanjih, 1912
- Dekla Ančka, 1913
- Veriga. Ljudska zgodba v treh dejanjih, 1914
- Prerokovana. Estampas de la Primera Guerra Mundial, 1915/19
- Dominsvetovci, Ensayo 1917
- Razvalina življenja. Drama v treh dejanjih, 1921
- Strici, 1927
- Ecce homo!
- Fant, ti tega ne razumes!
- Nna petelina
- Gospod Hudournik, 1941
- Mirna pota, 1952
- Iz mladih dni. Zgodbe o živalih, 1953
- Gostač Matevž, 1954
- Leta mojega popotovanja, 1957
- Sedem postnih slik
- Iveri, 1959